# Алипова, Элен Евгеньевна
Элен Евгеньевна Алипова (укр. Елен Євгеніївна Аліпова; 18 декабря 1997, Киев, Украина) — украинская хоккеистка, нападающий клуба «Украиночка», выступающем в чемпионате Украины. Игрок национальной сборной Украины с 2017 года. Победительница квалификационного турнира группы B второго дивизиона чемпионата мира 2019. Чемпионка Украины (2019). Дочь хоккеиста и тренера Евгения Алипова.

## Биография
Элен Алипова родилась в Киеве. У неё есть сестра-близнец Элизабет. Их отец украинский хоккеист и тренер Евгений Алипов. Он привёл своих дочерей в хоккей с шайбой. С 2016 года Элен играет вместе с сестрой за команду «Украиночка» в национальном чемпионате, впервые стартовавшим за длительный период. Она играет с Элизабет на позиции нападающего. По итогам сезона 2016/17 сёстры вместе с «Украиночкой» выиграли серебряные медали. В августе 2017 года они играли в сборной Украины в неофициальном товарищеском матче со сборной Турции. В конце игры, которая завершилась победой украинок со счётом 7:1, Элен получила травму ноги. Руководил сборной Евгений Алипов. В следующем сезоне Элен стала лучшим бомбардиром «Украиночки», набрав 19 (9+10) очков в 12-ти матчах; она вошла в тройку лидеров результативности чемпионата Украины. В сезоне 2018/19 Алипова вместе с командой впервые выиграла чемпионат страны.
В январе 2019 года она официально сыграла за сборную Украины. Вместе с сестрой Элен играла в квалификационном турнире группы B второго дивизиона чемпионата мира 2019, проводимым в ЮАР. Украинки выиграли все матчи и прошли отбор на турнир второго дивизиона 2020. На данном соревновании, как и год назад, Элен Алипова не сумела отличиться результативными действиями. Сборная Украины проиграла все матчи и перешла в третий дивизион мирового первенства. После неудачного выступления главным тренером национальной команды был назначен отец сестёр Алиповых. В апреле 2021 года Элен стала автором первой шайбы финального этапа 5-го розыгрыша чемпионата Украины. Она забила гол на 23-й секунде матча с «Днепровскими Белками». В решающем матче «Украиночка» проиграла команде «Пантеры» со счётом 2:3, получив серебряные медали чемпионата.

## Вне хоккея
Элен Алипова работает тренером по плаванию.

## Статистика
| Легенда | Легенда                    | Легенда | Легенда                   | Легенда | Легенда    |
| ------- | -------------------------- | ------- | ------------------------- | ------- | ---------- |
| И       | Количество проведённых игр | Штр     | Штрафное время            | +/−     | Плюс-минус |
| Г       | Голы                       | П       | Голевые передачи          | О       | Очки       |
| -       | Статистика неизвестна      | —       | Статистика не учитывалась |         |            |

### Международная
По данным: Eurohockey.com и Eliteprospects.com

## Достижения
Командные
| Год        | Команда    | Достижение                                                                          | Достижение |
| ---------- | ---------- | ----------------------------------------------------------------------------------- | ---------- |
| 2017, 2021 | Украиночка | Серебряный призёр чемпионата Украины (2)                                            |            |
| 2019       | Украиночка | Чемпионка Украины                                                                   |            |
| 2019       | Украина    | Победительница квалификационного турнира группы B второго дивизиона чемпионата мира |            |

- По данным Eliteprospects.com.